# Merga Bien
Merga Bien, född i slutet av 1560-talet, död 1603, var en kvinna som avrättades för häxeri under den stora Häxprocessen i Fulda 1603-1606.
Merga föddes i Fulda och gifte sig tidigt med den äldre änkemannen Wilhem Franck, som snart dog efter ett barnlöst äktenskap och lämnade efter sig ett arv; hon gifte om sig med Christoph Orth, som hon fick två barn med, men både maken och barnen dog i pesten; hon ärvde också denne man, och dessa omständigheter blev en viktig del i de senare anklagelserna mot henne i häxprocessen. 1588 gifte hon sig en tredje gång, med Blasius Bien, och flyttade från staden, men efter att ha kommit i konflikt med makens arbetsgivare flyttade de tillbaka till Fulda. 
I Fulda regerade furstbiskopen Balthasar von Dernbach 1602-1606. Han var en fanatisk katolik och gav år 1603 order om att iscensätta en undersökning om svartkonst i sin stiftsstad som ett led i den motreformation han arbetade med. Över tvåhundra personer skulle komma att avrättas i detta projekt, och Merga var bland de allra första offren. 
I mars 1603 började arresteringarna i staden. Den 19 juni 1603 arresterades Merga Bien och sattes i ett häkte, eftersom fängelset i slottet var överfullt. Hennes make klagade hos rikskammarrätten i Speyer och påpekade att hon var gravid. 
I fängelset tvingades hon bekänna att hon hade mördat sin andre make och sina barn, samt en medlem av hennes makes arbetsgivares familj, som hon varit i konflikt med och att hon deltagit i en häxsabbat. Hennes graviditet blev även den en försvårande omständighet; hon och hennes make hade inte fått några barn trots att de varit gifta i fjorton år; de kunde därför misstänkas ha använt preventivmedel, vilket i sig uppfattades som en synd och som häxeri, och hon tvingades därför erkänna att hennes nuvarande graviditet berodde på att hon hade haft samlag med Djävulen. 
Hon dömdes skyldig till häxkonst och brändes på bål i Fulda hösten 1603.        